# Felix diventa ricco
Felix diventa ricco è un romanzo scritto da Nikolaus Piper, pubblicato in Germania nel 1998 sotto il titolo di "Felix und das liebe Geld", e pubblicato in Italia dalla Longanesi & C. nel 2001.

## Trama
Felix Blum è un ragazzo di 15 anni, che vuole diventare ricco, ma molto ricco. Ciò che lo porta ad inseguire questo sogno sono i continui litigi dei genitori per questioni economiche. Convinto di farcela, insieme ai suoi due amici, Peter e Gianna, fonda la Folletti & C., una società che ha come quartier generale una fabbrica abbandonata.
I tre si mettono all'opera, iniziando con piccoli lavori domestici a pagamento, e più avanti acquistano delle galline per venderne le uova. Grazie ai consigli del signor Schmitz, il proprietario di un piccolo negozio, riescono a gestire i soldi, a tenere la contabilità e a pubblicizzarsi.
I tre ragazzi inaspettatamente trovano un tesoro in una custodia di un vecchio clarinetto, e insieme al negoziante si lanciano nella Borsa, dove però incappano in una colossale truffa economica.

## Altri contenuti
Il libro di Piper contiene un piccolo glossario dei termini economici utilizzati all'interno della storia. Inoltre contiene proverbi, citazioni bibliche e opinioni di personaggi illustri riguardo al denaro e al mondo dell'economia.